# 神殿 (短篇小說)
《神廟》是霍華德·菲利普斯·洛夫克拉夫特於1920年創作的短篇小說，首次刊登於1925年9月的雜誌《詭麗幻譚》第24期。

## 故事情節
故事以一份被發現的手稿的形式敘述，由卡爾·海因里希·馮·奧特伯格-埃倫斯坦伯爵，德意志帝國海軍的海軍少校在第一次世界大戰期間所撰寫。奧特伯格一開始就宣稱他決定記錄導致他悲慘結局的事件，為的是向公眾「陳述某些事實」，因為他知道自己無法存活下來親自作證。
奧特伯格在北大西洋擊沉一艘英國貨船及其上載有乘員的救生艇後，冷酷且傲慢的奧特伯格命令他的潛艇下潛，稍後浮出水面時發現一名緊緊抓住潛艇外部欄杆而死的水手屍體。在搜尋屍體時，他們發現了一塊奇怪的象牙護身符。由於這個雕刻看起來十分古老且有價值，奧特伯格的一名軍官將這件物品保留了下來。不久之後，奇怪的現象開始發生，他們發現那位死者並不是在下沉，而是似乎在游離這艘潛艇。
一股未標記的海流將潛艇向南拖曳，船員中有數人突發嚴重的疲勞和令人不安的噩夢。水手長甚至聲稱看到貨船的死者通過舷窗凝視著他。奧特伯格殘忍地鞭打了他，並拒絕了部分船員要求丟棄象牙護身符的懇求。當他們因恐懼而發瘋時，他最終處決了其中的幾個，以維持紀律。後來一個神秘的爆炸讓潛艇的引擎受損且無法修復，導致他們無法導航。他們遇到了一艘美國軍艦，奧特伯格殺死了幾個敦促他投降的船員。後來，當潛艇面臨暴風雨中的凶險波浪時，奧特伯格命令潛艇下潛。但是由於壓載艙無法重新加壓，潛艇最終無法再浮出水面。潛艇持續被無阻力地海流帶往南方，同時慢慢沉入海底；他們再也看不到陽光。
隨著潛艇的電池即將耗盡，救援無望，剩下的六名神志不清的船員企圖叛變，他們破壞了潛艇的幾個關鍵儀器和儀表，同時瘋狂地喋喋不休地談論象牙護身符的詛咒。所有人都被毒辣的奧特伯格殺害了。他唯一的同伴，克倫茨中尉，變得愈加不穩定和偏執。確信自己的命運已定，兩人在漂流的船隻中度過時光，用潛艇強大的探照燈掃描黑暗的深淵，注意到海豚在深海中持續跟隨著他們，這在以前是聞所未聞的。
不久之後，克倫茨完全瘋了，聲稱「他在呼喚！他在呼喚！」無法安撫他瘋狂的同伴，也不願意與他一起自殺，奧特伯格同意操作氣閘，感激地將克倫茨送入深海無空氣、壓力巨大的深處，確保了他的死亡。

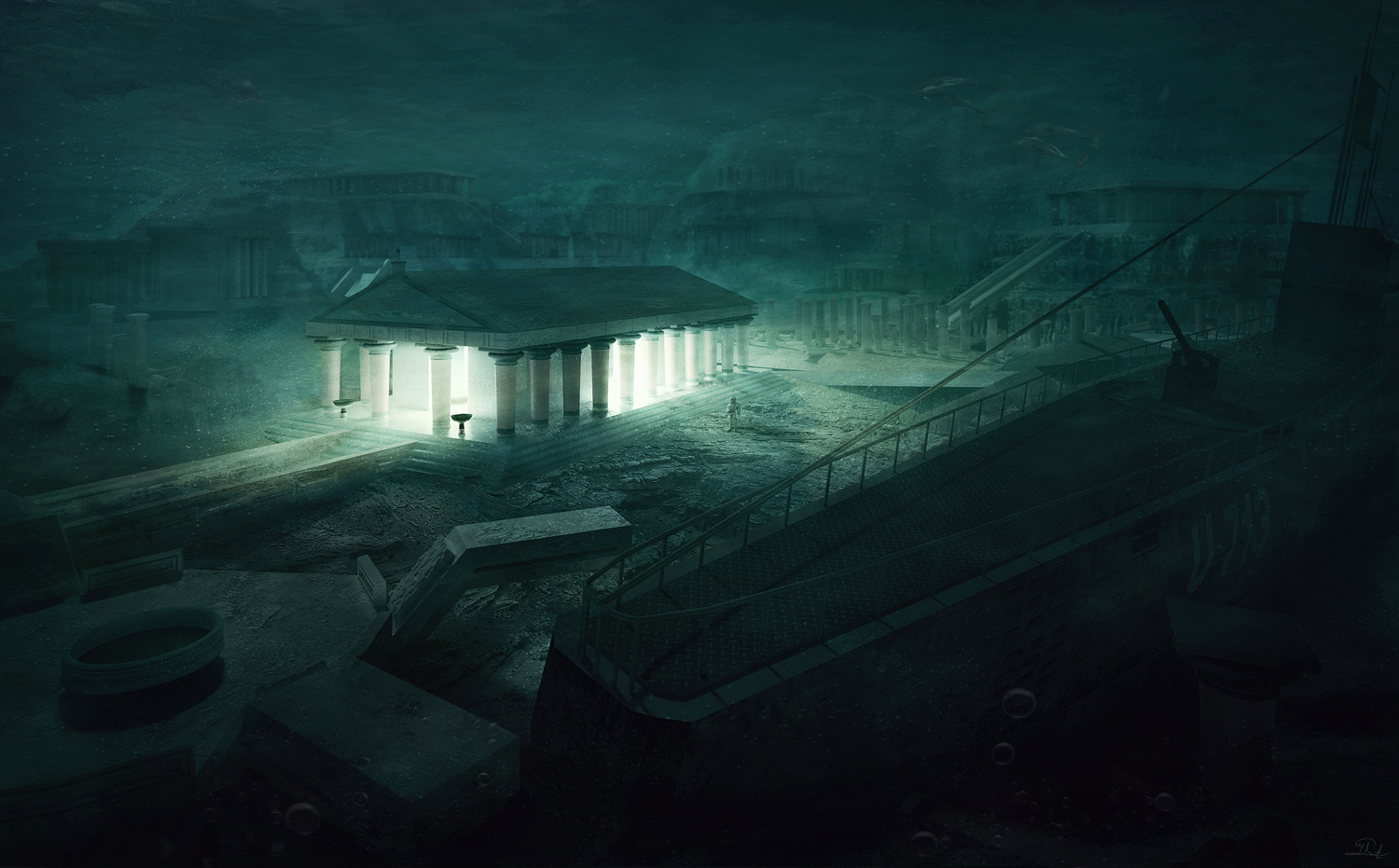
The Temple, artwork by Mihail Bila

最終獨自一人的奧特伯格，又漂流了幾天，潛艇終於降落在海底，他驚訝地看到一座古老而宏偉的城市遺跡。他認為這是亞特蘭蒂斯的遺址，激動不已，奧特伯格穿上深海潛水服，探索這座壯麗無法形容的廢墟城市，發現了一座神秘的岩石雕刻神廟，驚訝地發現象牙護身符上所雕刻的的形象就在神廟中。
最後，他承認即使擁有強大的「德國意志」，他也無法再抗拒強烈的幻覺和幻聽，以及他瘋狂衝動地離開潛艇進入神廟的願望，現在那裡似乎被跳動的祭壇火焰照亮。他穿上潛水服，將密封的手稿放入瓶中（後來在猶加敦的海岸被發現），並心甘情願地迎接死亡。

## 關聯
像《達貢》一樣，《神廟》是一個以第一次世界大戰為背景的海洋故事。沉沒城市和非人類崇拜者的主題在洛夫克拉夫特的後期作品中反復出現，最著名的是《克蘇魯的呼喚》和《印斯茅斯疑雲》。
一種續作形式可以在角色扮演遊戲《海中之城》中找到，最多四名角色必須乘坐潛水器前往Mythos神祇Gloon的神廟（他是《神廟》事件背後的惡意力量，他的人形偽裝正是故事中的象牙護身符上所雕刻的樣貌）並結束他對人類的威脅。這個遊戲及其玩法可以在1987年由混沌元素出版的《現代克蘇魯》中找到。洛夫克拉夫特風格的冒險電子遊戲《冰之囚徒》（1995年）也發生在潛艇中，但背景設定在第二次世界大戰期間。Rjurik Davidson的《深淵》最初於2001年發表在《地獄!》第25期（ISBN 1841541338），將故事情節改編到戰鎚的虛構世界中。

## 評價
《H.P.洛夫克拉夫特百科全書》認為《神廟》的文學價值「因為對主角的軍國主義和沙文主義情感的粗俗諷刺而受到損害」，同時也認為《神廟》的「超自然現象過多，許多奇異的事件似乎無法統一成一個連貫的整體」
加拿大動畫師阿蘭·富尼爾將這個故事改編為動畫短片《神廟》，於2022年上映。

## 外部連結
- 维基文库中的文獻全文：The Temple
- A collection of public domain H. P. Lovecraft short fiction - Standard Ebooks
- 列在網路推理小說資料庫中的《神殿 (短篇小說)》
- Radio Adaptation of "The Temple" by Macabre Fantasy Radio Theater, performed live at The H. P. Lovecraft Film Festival, San Pedro, September 2013 https://macabrefantasy.com/2014/02/20/episode-2-the-temple/ （页面存档备份，存于）